# Бережков, Михаил Николаевич
Михаил Николаевич Бережков (30 октября 1850, Владимирская губерния — 1932, Украинская ССР) — русский и советский историк. Брат епископа Евгения (Бережкова).

## Биография
Родился 30 октября 1850 года в селе Мостцы Владимирской губернии в семье священника.
Учился во Владимирском духовном училище, затем — во Владимирской духовной семинарии, которую не окончил. В 1870 году после окончания IV общеобразовательного класса семинарии стал преподавать в земской школе села Иваново (ныне город Иваново). Летом 1871 года был зачислен на историко-филологический факультет Санкт-Петербургского университета, который окончил в 1875 году кандидатом, написав сочинение «О смоленских грамотах со стороны содержания и языка», которая была отмечена золотой медалью. Был оставлен при вузе для приготовления к профессорскому званию. В 1879 году защитил магистерскую диссертацию на тему: «О торговле Руси с Ганзой до конца XV века» и получил степень магистра русской истории. В течение трёх лет работал учителем в Москве, в семье графа А. С. Уварова. Зимой 1882 года Бережков простудился и получил воспаление легких. Для излечения уехал на родину своих родителей — в село Бережок Юрьевского уезда Владимирской губернии.
Вылечившись, в октябре 1882 года, Бережков приехал в Нежин, где с 1886 по 1904 годы был профессором русской истории в Историко-филологическом институте князя А. А. Безбородко. С 1 января 1902 года —действительный статский советник. В 1904 году он оставил преподавательскую деятельность и вышел на пенсию. После этого заведовал институтской библиотекой, куда передал собственное книжное собрание, был одним из основателей и руководителем Нежинского историко-филологического общества.
Но в 1919 году с согласия комиссара народного просвещения Бережков снова вернулся на службу в Нежинский институт народного образования на должность профессора и библиотекаря библиотеки. По 1922 год преподавал курс русской историографии и этнографии, а также спецкурс по истории городов Новгорода и Пскова. В 1922 году он был утверждён членом исторической секции Нежинской научно-исследовательской кафедры истории культуры. В январе 1924 года он стал руководителем секции украинской и российской истории и на протяжении 1924—1926 годов руководил аспирантами и молодыми учёными, среди которых были известные впоследствии историки Н. Н. Петровский и А. Г. Ершов.
Чувствуя, что здоровье более не позволяет заниматься активной деятельностью, 21 декабря 1926 года он обратился с заявлением о выходе на пенсию. Умер М. Н. Бережков в апреле 1932 года.
Некоторые из его рукописей хранятся в Институте рукописей Национальной библиотеки Украины им. В. И. Вернадского.